# 4661 Yebes
4661 Yebes eller 1982 WM är en asteroid i huvudbältet, som upptäcktes 17 november 1982 av den spanske astronomen Miguel de Pascual Martínez i Yebes. Den är uppkallad efter den by observatoriet ligger i.
Asteroiden har en diameter på ungefär 5 kilometer.